# Sydafrikanskt korallträd
Sydafrikanskt korallträd (Erythrina caffra) är en ärtväxtart som beskrevs av Carl Peter Thunberg. Erythrina caffra ingår i släktet Erythrina och familjen ärtväxter. Inga underarter finns listade i Catalogue of Life.
Träet från Sydafrikanskt korallträd har Sydafrikanskt korallträd har utnyttjats till båtar, tråg och liknande.

## Bildgalleri

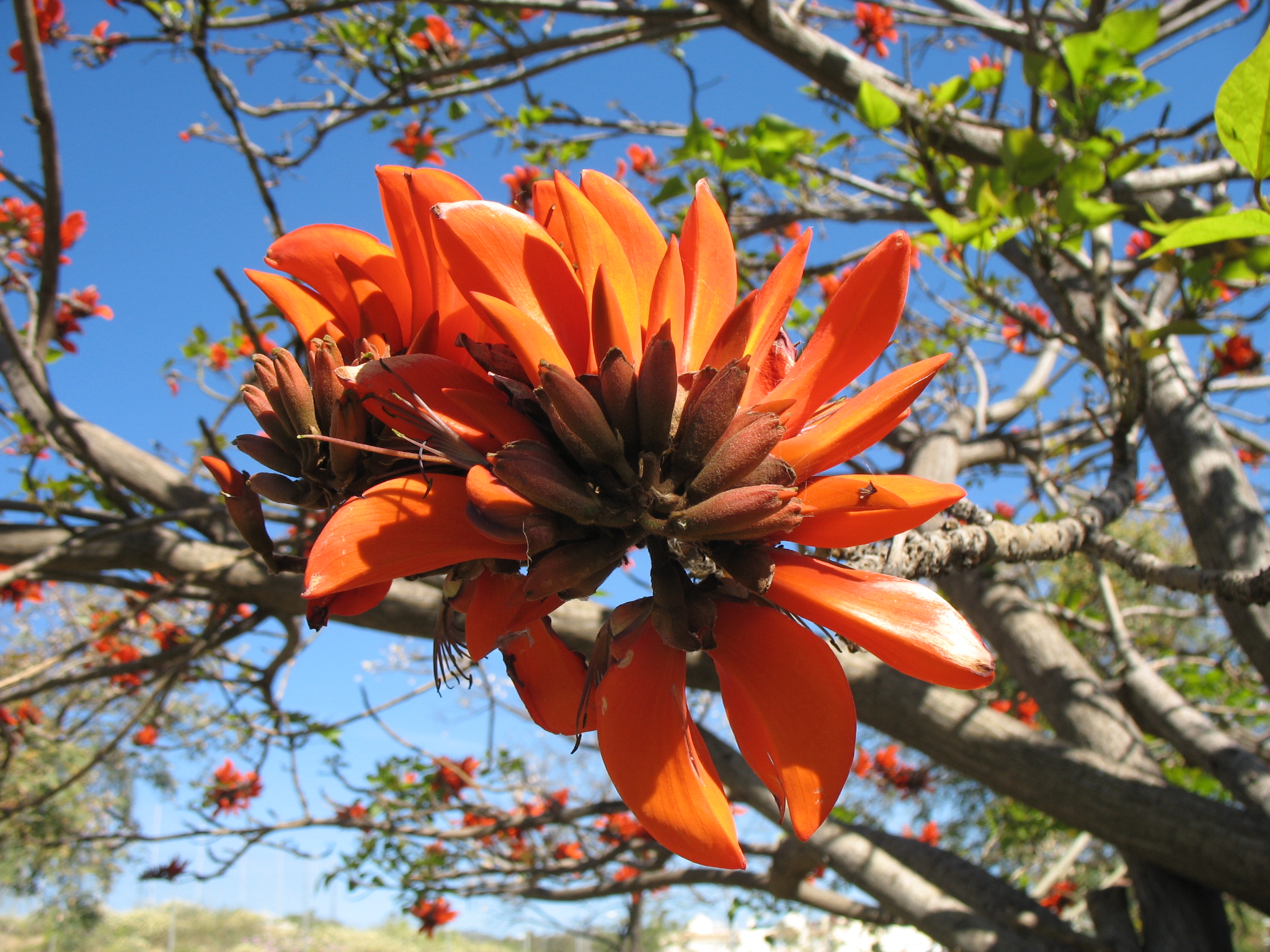
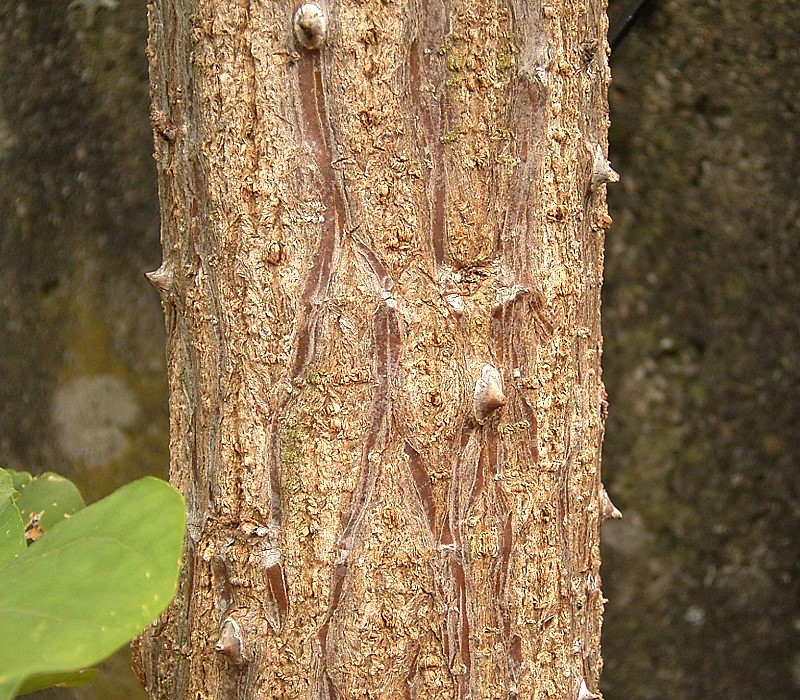
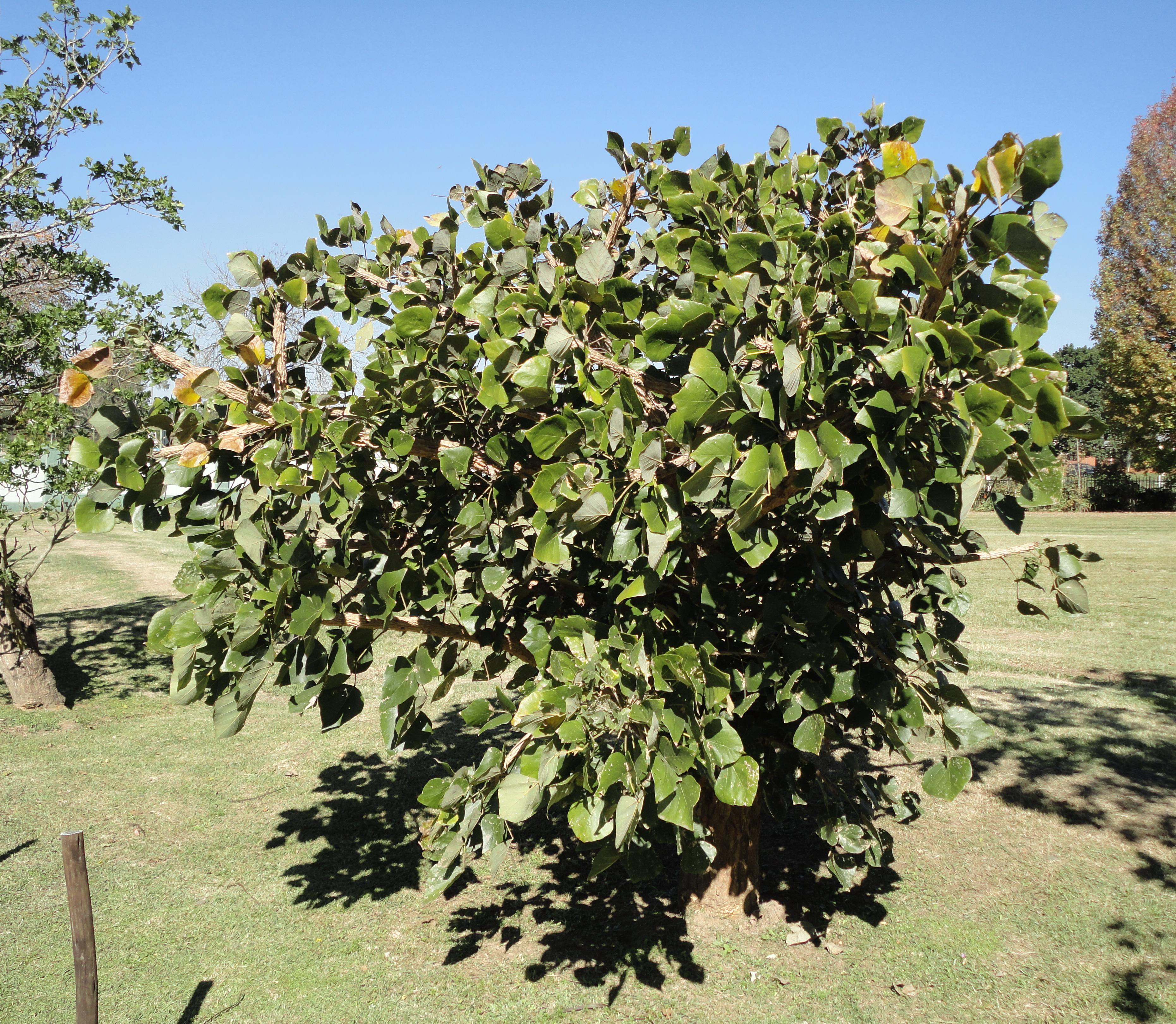
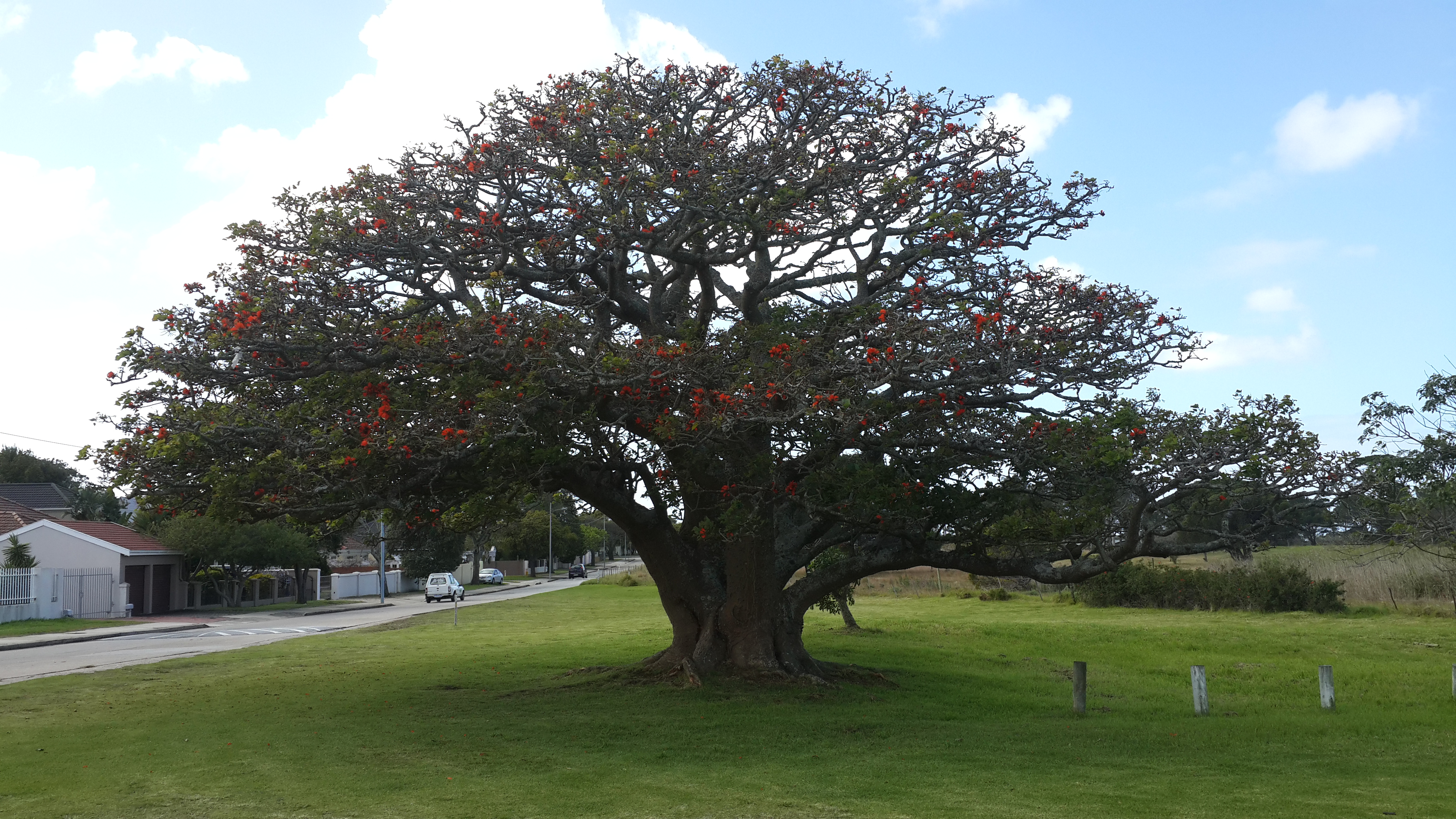
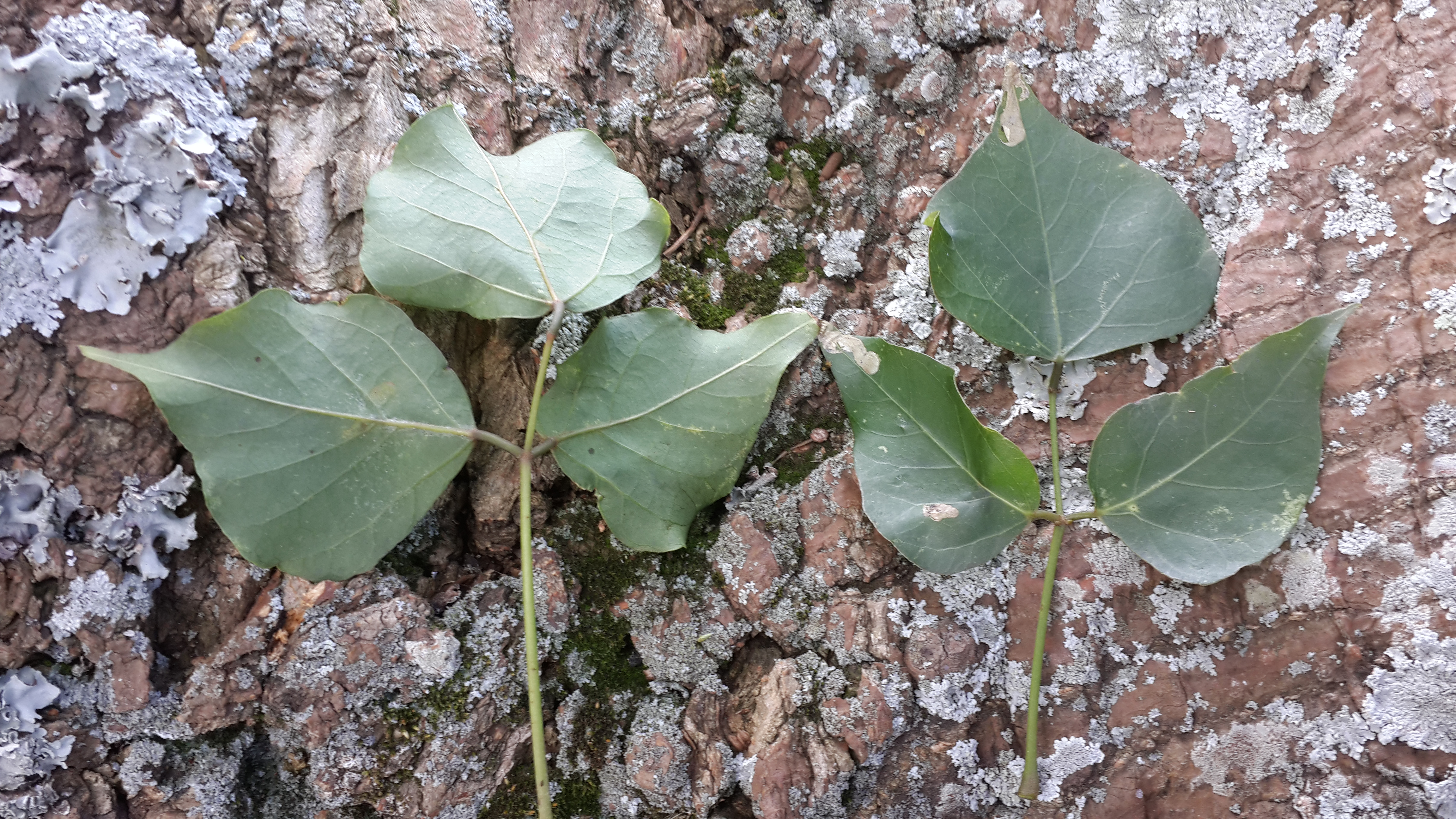